# Hohenschwangau kastély
A Hohenschwangau kastély (németül Schloss Hohenschwangau) Németország egyik ismert kastélya, amely a bajorországi Hohenschwangau településen található, nem messze Füssen városától. A kastélyt II. Miksa bajor király építtette, ez a kastély volt fia, II. Lajos gyerekkori rezidenciája. A kastély napjainkban népszerű turistalátványosság. A szintén világhírű Neuschwanstein kastély a közvetlen közelben helyezkedik el.

## Története
A Hohenschwangau kastély a Schwangau erőd romjaira épült, amelyet már a 12. századból említenek történelmi feljegyzések. Egy lovagi családot bíztak meg az erőd felépítésével, később ez az épület szolgált a schwangaui helyi önkormányzat központjául. Egy 1523-ban készült leírás alapján a kastély falai túl vékonyak voltak, hogy elláthassák védelmi funkciójukat. A lovagok 16. századi hanyatlása után a kastély többször gazdát cserélt. Innentől folyamatosan romlott az állapota, mígnem a 19. századra teljesen az enyészeté lett.
1829 áprilisában Miksa koronaherceg (a későbbi II. Miksa király) fedezte fel a helyet egy séta alkalmával, és elragadta a környék szépsége. 1832-ben megszerezte magának a romokat, amelyeket akkor még Schwansteinnek hívtak. 1833 februárjában meg is kezdődtek a kastély újjáépítésének munkálatai, melyek 1837-ben fejeződtek be, a kastély pedig 1855-ig további kiegészítéseket is kapott. A megbízott építész, ifj. Domenico Quaglio felelt a külső neogótikus stílusáért. Az ő 1837-ben bekövetkezett halálát követően Joseph Daniel Ohlmüller vette át a munkálatokat, majd miután ő is elhunyt 1839-ben, a munkát végül Georg Friedrich Ziebland fejezte be. Mária királyné később alpesi kertet adott a kastélyhoz, melyben az Alpok minden területéről összegyűjtött növényfajok megtalálhatóak voltak.
Elkészülte után a kastély volt Miksa, Mária, valamint két gyermekük, Lajos és Ottó (a későbbi II. Lajos és I. Ottó bajor királyok) nyári és vadászrezidenciája. A hercegek fiatalkoruk jelentős részét itt töltötték, szüleik a főépületben, míg ők a melléképületben laktak. Miksa 1864-ben elhunyt, őt Lajos követte a trónon, aki elfoglalta apja szobáját a kastélyban. Mivel Lajos sohasem házasodott meg, anyja, Mária továbbra is lakhatott az ő szintjén. Lajos szeretett itt lakni, különösen miután 1869-ben megépült saját álomkastélya, Neuschwanstein, mely mindössze egy kőhajításnyira volt Hohenschwangautól.
Lajos 1886-ban bekövetkezett halálát követően Mária maradt a kastély egyetlen lakója, mígnem 1889-ben ő is meghalt. Sógora, Luitpold bajor királyi herceg a főépület 3. szintjére költözött. Az ő nevéhez köthető az épület 1905-ben történő villamosítása, valamint az elektromos lift beszerelése is. Luitpold 1912-ben elhunyt, az ezt követő évtől pedig az épület múzeumként kezdett funkcionálni.
Az I. és a II. világháború alatt a kastély nem szenvedett kárt. 1923-ban a Bajor Tanács elfogadta a korábbi bajor királyi család igényét a kastély iránt, mint lakóépületük. 1933 és 1939 között Rupprecht bajor koronaherceg és családja nyári rezidenciája volt, ezután pedig utódai, köztük a jelenlegi örökös, Ferenc koronaherceg kedvelt üdülőhelye lett. 1941-ben Adalbertet kiűzték a hadseregből Hitler Prinzenerlass rendelete nyomán, ezért a családi kastélyban talált magának menedéket, ahol a háború végéig lakott.

## Turizmus
Napjainkban évente 300 000-nél is többen látogatják a kastélyt, amely karácsony kivételével egész évben nyitva áll a turisták előtt. Áprilistól szeptemberig 9 és 18 óra, októbertől márciusig pedig 10 és 16 óra között látogatható. Az idegenvezetés ma már magyar nyelven is elérhető. A kastély csak az 5 percenként induló csoportokban látogatható. Megérkezéskor a parkolóhelyek közelben lévő jegyirodában van lehetőség a jegy megvásárlásra, ahol is ki kell választani, hogy mely csoporthoz akarunk csatlakozni. A csoportok indulási időpontja rendkívül pontos, azt mindenképpen tartani kell, mert aki lemarad, az már nem tud bejutni és a jegy árát nem térítik vissza. A jegyirodából gyalog kell felmenni a kastély bejáratához, van egy hosszabb út, amely a dombot megkerülve visz fel, kb. 20-30 perc, és egy rövidebb meredekebb ösvény lépcsőkkel ahol 10-15 perc alatt felérhetünk. A kastély kertjét is érdemes meglátogatni, amely ingyenes.
Ha már a jegyirodában vagyunk mindenképpen érdemes megfontolni az 1,5 km-re lévő Neuschwanstein kastély látogatását is, a jegyek ugyanott vásárolhatók meg. A jegy vásárláskor össze kell hangolni a két kastély látogatását, hogy a választott csoportot ne hogy lekéssük. Az ide való gyalogos, vagy lovas kocsis feljutás 30-40 perc.

## Fordítás
- Ez a szócikk részben vagy egészben  a   Hohenschwangau Castle című angol Wikipédia-szócikk ezen változatának fordításán alapul.  Az eredeti cikk szerkesztőit annak laptörténete sorolja fel. Ez a jelzés csupán a megfogalmazás eredetét és a szerzői jogokat jelzi, nem szolgál a cikkben szereplő információk forrásmegjelöléseként.